# Gunclje
Gunclje este o localitate din comuna Ljubljana, Slovenia, cu o populație de 1.000 de locuitori.